# 斯珀氏翎電鰻
斯珀氏翎電鰻為輻鰭魚綱電鰻目線鰭電鰻亞目線翎電鰻科的其中一種，分布於南美洲哥倫比亞的淡水流域，體具有發電細胞，用來追蹤獵物及溝通，體長可達27公分。